# Oospora crustacea
Oospora crustacea är en svampart som först beskrevs av Pierre Bulliard (v. 1742–1793), och fick sitt nu gällande namn av Pier Andrea Saccardo 1879. Oospora crustacea ingår i släktet Oospora och familjen Erysiphaceae.   Inga underarter finns listade i Catalogue of Life.